# IC 1224
IC 1224 ist eine kompakte Galaxie vom Hubble-Typ C im Sternbild Herkules am Nordsternhimmel. Sie ist schätzungsweise 460 Millionen Lichtjahre von der Milchstraße entfernt.
Das Objekt wurde am 19. Juli 1892 von Stéphane Javelle entdeckt.